# Innocent (prénom)
Pour les articles homonymes, voir Innocent.
Innocent est un nom propre utilisé comme prénom ou comme patronyme, venant du latin innocens qui veut dire in-nocens (en latin), c'est-à-dire « qui ne nuit pas, inoffensif ».

## Prénom
Les Innocent sont célébrés le 28 décembre, Jour des Saints Innocents, et parfois le 26 novembre.
- Pour les articles sur les personnes portant ce prénom, consulter la liste générée automatiquement pour Innocent.
- Treize papes ont choisi de porter ce prénom.

## Nom de famille
Innocent peut être aussi un nom de famille.
- Bassande Innocent est un acteur ivoirien.